# Спортивно-тренировочная база ФК «Днепр»
Спортивно-тренировочная база ФК «Днепр» — спортивно-тренировочная база днепропетровского футбольного клуба «Днепр». Находится в жилом массиве на окраине города Днепр — Приднепровске. Была построена в 1971 году. В 2005 было дополнительно возведено два корпуса. Находится в 1,4 км от международного аэропорта «Днепр».

## История
В конце 60-х «Днепр» повысился в классе, выйдя из Второй лиги в Первую. Вследствие, возникла потребность в месте, где футболисты могли бы жить и тренироваться. До 1971 года «Днепр» базировался в «Дубраве»  — базе отдыха ракетного завода «Южмаш». В 1971 году была открыта спортивно-тренировочная база в ж/м Приднепровск, место для которой выбирал лично тогдашний главный тренер «Днепра» Валерий Лобановский. В распоряжении футболистов были два зеленых поля, бильярдная, озеро с рыбой. В 1970 — 1980-х годах база «Днепра» считалась одной из лучших в Украине — там готовилась к матчам даже национальная сборная СССР. В 2003 году, по решению руководства ФК «Днепр» база была масштабно реконструирована, было дополнительно возведено два корпуса и две улицы сосновых домиков для проживания футболистов. Домиков 17 и в каждом из них живёт по 2 человека.

## Описание
Спортивно-тренировочная база находится в лесо-парковой зоне жилого массива Приднепровск.
База состоит из четырёх стандартных травяных тренировочных поля, крытого манежа с искусственным полем и трибунами на 506 мест (в котором играет дубль «Днепра» и иногда проводит товраищеские матчи первая команда), коттеджного городка для проживания приезжих футболистов и двух корпусов «А» и «Б». В корпусе «А» находятся клубный офис ФК «Днепр», жилые номера для тренерского состава и обслуживающего персонала, медико-восстановительный центр, конференц-зал, комната для совещания тренерского состава, комната для проведения теоретических занятий и ресторан. В корпусе «Б» — бассейн, тренажерный зал, сауна и душевые.

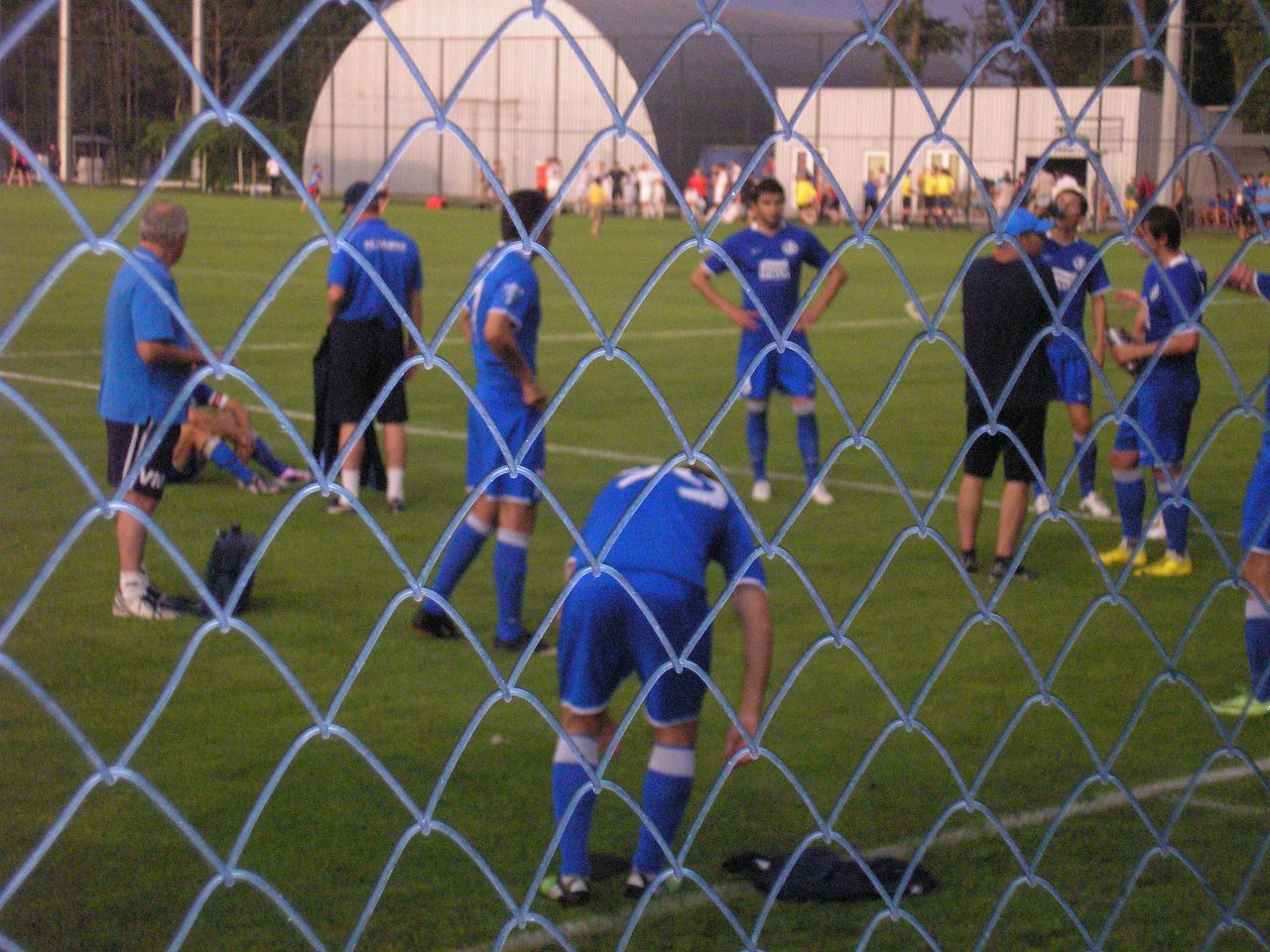
Футболисты «Днепра» во время тренировки на базе
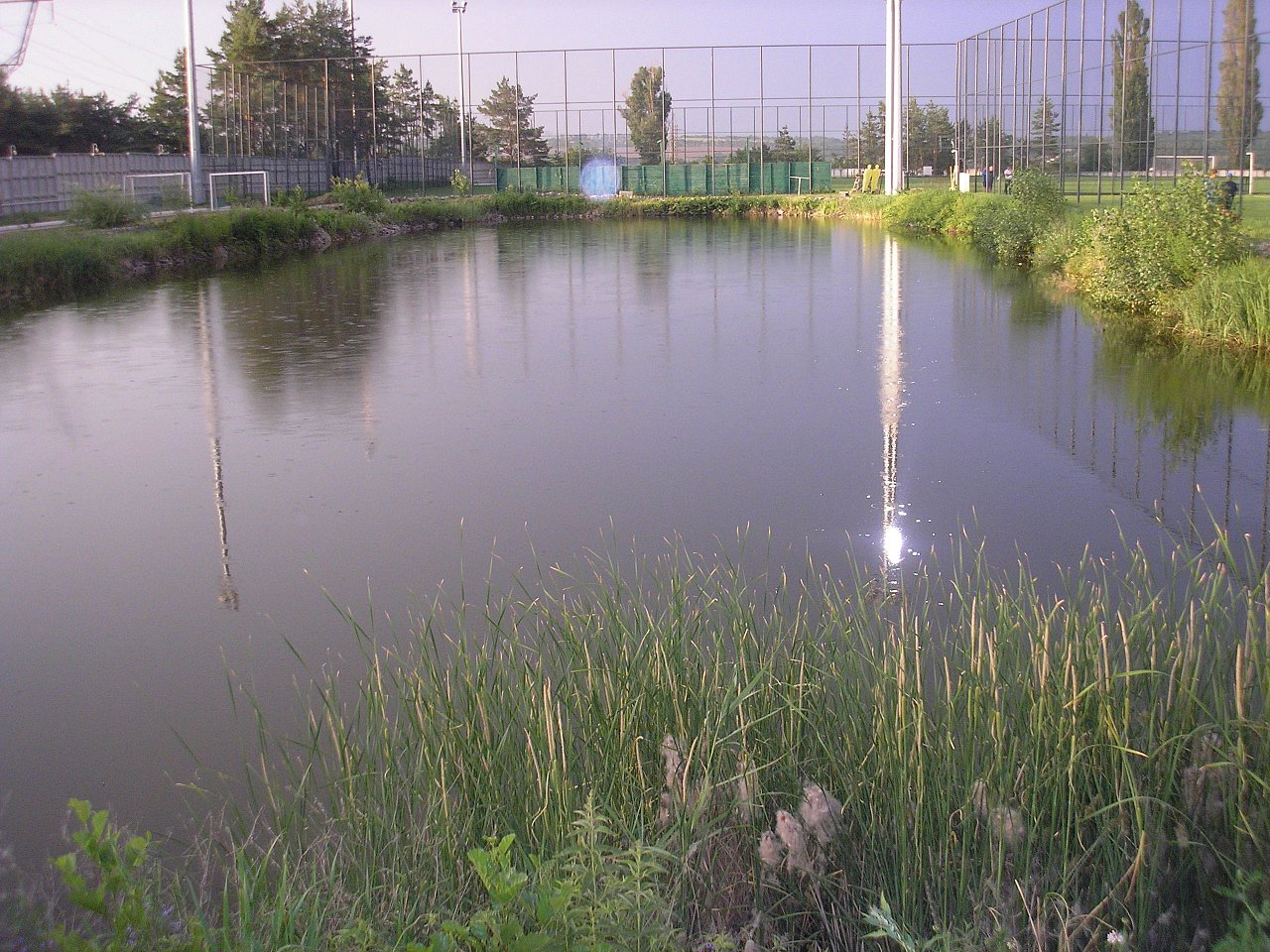
Озеро на базе
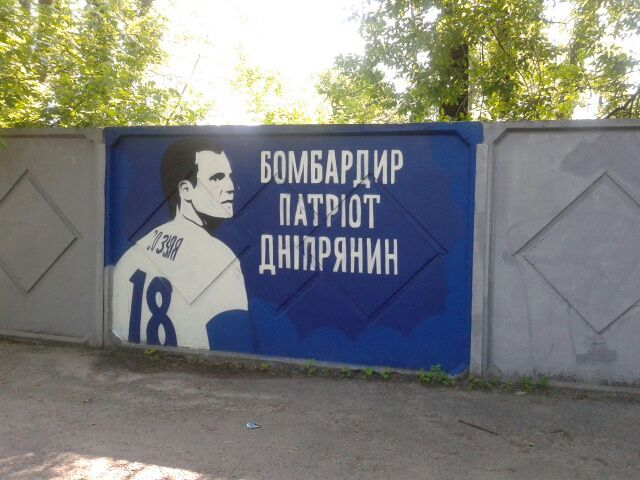
Граффити в честь Романа Зозули